# Partybus
En partybus (også kendt som en festbus, limobus, limousine bus, partyvan, eller luksusbus) er et stort motorkøretøj, der som regel har oprindelse i en konventionel bus, men er modificeret og designet til at transportere 10 eller flere mennesker – udelukkende med et mere rekreativt formål, der som regel indebærer en form for fejring, f.eks. fødselsdage eller studenters dimission. Partybusser er lovmæssigt turistbus og kræver erhvervstilladelse i Danmark, og er som regel ført af buschauffører.
Partybusser tilbyder ofte siddepladser i størrelsesordenen 10 til 50 mennesker. Passager-faciliteter kan eksempelvis være i form af et opgraderet elektrisk system, lydanlæg og video/audio systemer med forskellige tilslutningsmuligheder, bedre sæder, stripperstang, bagagerum, røgmaskiner, laserlys, discolys, stroboskoplys, toilet om bord, handicapudstyr samt et fleksibelt gulv-layout til ændring af sædeopsætning. Driftsmæssigt kan bussen have ændring af tomgang end ved normale busser, bak-kamera, opvarmede sidespejle, m.m.
Partybusser anvendes primært, men ikke udelukkende, til bryllupper, gallafester, firmafester og polterabender, samt rundture til casinoer, byture, natklubture med mere. Ofte er turen skræddersyet, således at passagerene samles op ved hjemmeadressen.
Størstedelen lejes blot for en enkelt aften i et antal timer, men nogle busser bookes i uger ad gangen ved større begivenheder.
Konceptet er mere udbredt i USA end andre steder i verden. Lande som Danmark ser dog en stigning af antallet af busselskaber, der kan levere partybus-lignende ydelser. På grund af sele-regler er de fleste partybusser fra før 1999, og bussernes alder, konstruktion og anvendelse kan give udfordringer med at overholde loven.